# ケンプテン - ノイウルム線
ケンプテン - ノイウルム線（ドイツ語: Bahnstrecke Kempten (Allgäu)–Neu-Ulm）はドイツ連邦共和国バイエルン州ケンプテンとノイウルムを結ぶ、ほとんど単線の幹線鉄道である。この路線は、イラー川を沿って伸びることから、イラー谷線（Illertalbahn）とも呼ばれる。

## 歴史

### 王立バイエルン鉄道
19世紀中期にバイエルン産業化の過程で堰と水力発電所がイラー川に建設されて、いかだを用いる水運は中止となった。道路運送の収益性はよくなかったので、ケンプテンの人事はノイウルムまでの鉄道建設に関する意見を出した。しかしバイエルン王国政府はその地域の鉄道建設に関係していなかった。一方、メミンゲン市は王立鉄道により計画された鉄道網とは無関係であったので、市当局は主導権を持って1861年9月13日に鉄道建設に関する免許を獲得した。350万グルデンの借款は市に提供されて、土地購入や建設作業は自ら解決することが義務であった。
1862年10月11日にメミンゲン - ウルム間が開通されて、1863年6月1日にイラー鉄道（Illerbahn）はケンプテンまで延長された。運営資金調達のためにメミンゲンとケンプテンは私企業を通じて貸付金を受けた。
王立バイエルン鉄道はこの路線を賃借して車両を提供し施設物を運営した。イラー鉄道の重要性はただの地方鉄道以上になったので、この路線は1876年4月12日付きに国有化された。その故に仲介私企業の債務は取り除かれた。

### ドイツ鉄道
2003年3月以降プロジェクト「ノイウルム21」が実行されて、2009年にフィニンゲン街駅 - ノイウルム区間には複線改修が完了した。
2015年メミンゲン-ノイウルム区間沿線の地自体、ノイウルム郡および下アルゴイ郡がドナウ＝イラー地域協会（Regiolamverband Donau-Iller）と共同でイラー谷線利益団体（Interessengemeinschaft Illertalbahn）を結成した。この団体は線路の複線化、電車線設置、停車駅追加の目的で活動した。2018年1月にバイエルン州交通相ヘルマン（Joachim Herrmann, 1956~）はこの路線を含めてバイエルン州で7つ区間の電化を提案した。列車の通行量を増大させる目的でゼンデン - ヴァイセンホルン線の改修工事が実行されて、ゼンデン - ノイウルム間は2020年3月および4月に4週間封鎖された。2020年12月時刻表改正の際に、既存の普通列車系統はドナウ＝イラーSバーンの系統に変更されて、新型の気動車が投入された。

## 運行形態
- IC 32: アルゴイ号列車。オーバーストドルフ - イメンシュタット - ケンプテン - メミンゲン - ウルム - シュトゥットガルト - ハイデルベルク - マンハイム - マインツ - コブレンツ - ケルン - デュッセルドルフ - エッセン - ドルトムント。1日一往復。使用車両は218形ディーゼル機関車とIC客車のプッシュプル列車。快速列車としてケンプテン - ウルム間を通行する。
- 快速列車（RE 75）: オーバーストドルフ - イメンシュタット - ケンプテン - ケンプテン東駅 - ディートマンスリート - バート・グロェーネンバッハ - メミンゲン - イラーティッセン - ウルム。60分ごと。使用車両は633形気動車。2020年12月以前には612形気動車が使用された。
- Sバーン（RS 7）: メミンゲン - ケルミュンツ - アルテンシュタット - イラーティッセン - ベレンベルク - フォェーリンゲン - ゼンデン - フィニンゲン街駅 - ノイウルム - ウルム。60分ごと。使用車両は622形あるいは623形気動車。
- Sバーン（RS 71）: ヴァイセンホルン - ゼンデン - ゲアレンホーフェン - フィニンゲン街駅 - ノイウルム - ウルム。60分ごと。使用車両はRS7と同じ。